# Хвостанское викариатство
Хво́станское викариа́тство — титулярное викариатство Сербской православной церкви. Епископы Хвостанские служат викариями Патриархов Сербских.
Этот епископский титул назван в честь древней Хвостанской епархии, основанной святым Саввой ещё в 1220 году. Резиденция епархии находилась в Успенском монастыре (Малая Студеница), примерно в двадцати километрах к северо-востоку от Печа. В конце XIV века Хвостанская епархия была возведена в ранг митрополии. В конце XVII века монастырь Богородицы Хвостанской был заброшен. Вероятно, тогда епархия была упразднена.
20 мая 1947 года на заседании Священного архиерейского собора Сербской православной церкви протосинкелл Варнава (Настич) был избран викарным епископом с титулом Хвостанский.

## Епископы
- 19 августа 1947 — 12 ноября 1964 — Варнава (Настич)
- 11 августа 1985 — 13 января 1991 — Никанор (Богунович)
- 14 июля 1992 — май 1993 — Иустин (Стефанович)
- 31 мая 1999 — 1 июня 2013 — Афанасий (Ракита)
- 12 сентября 2021 — 21 мая 2022 — Иустин (Еремич)
- с 13 ноября 2022 года — Алексий (Богичевич)